# 筑前中山駅
筑前中山駅（ちくぜんなかやまえき）は、かつて福岡県鞍手郡鞍手町中山にあった、日本国有鉄道（国鉄）筑豊本線の貨物駅（廃駅）である。貨物支線の廃線に伴い、1966年（昭和41年）5月1日に廃駅となった。

## 歴史
- 1933年（昭和8年）2月5日：開業[1]。貨物駅[1]。
- 1966年（昭和41年）5月1日：貨物支線の廃線に伴い廃止[1]。

## 隣の駅
日本国有鉄道
筑豊本線貨物支線
小牧信号場 - 筑前中山駅